# Soldatenturm

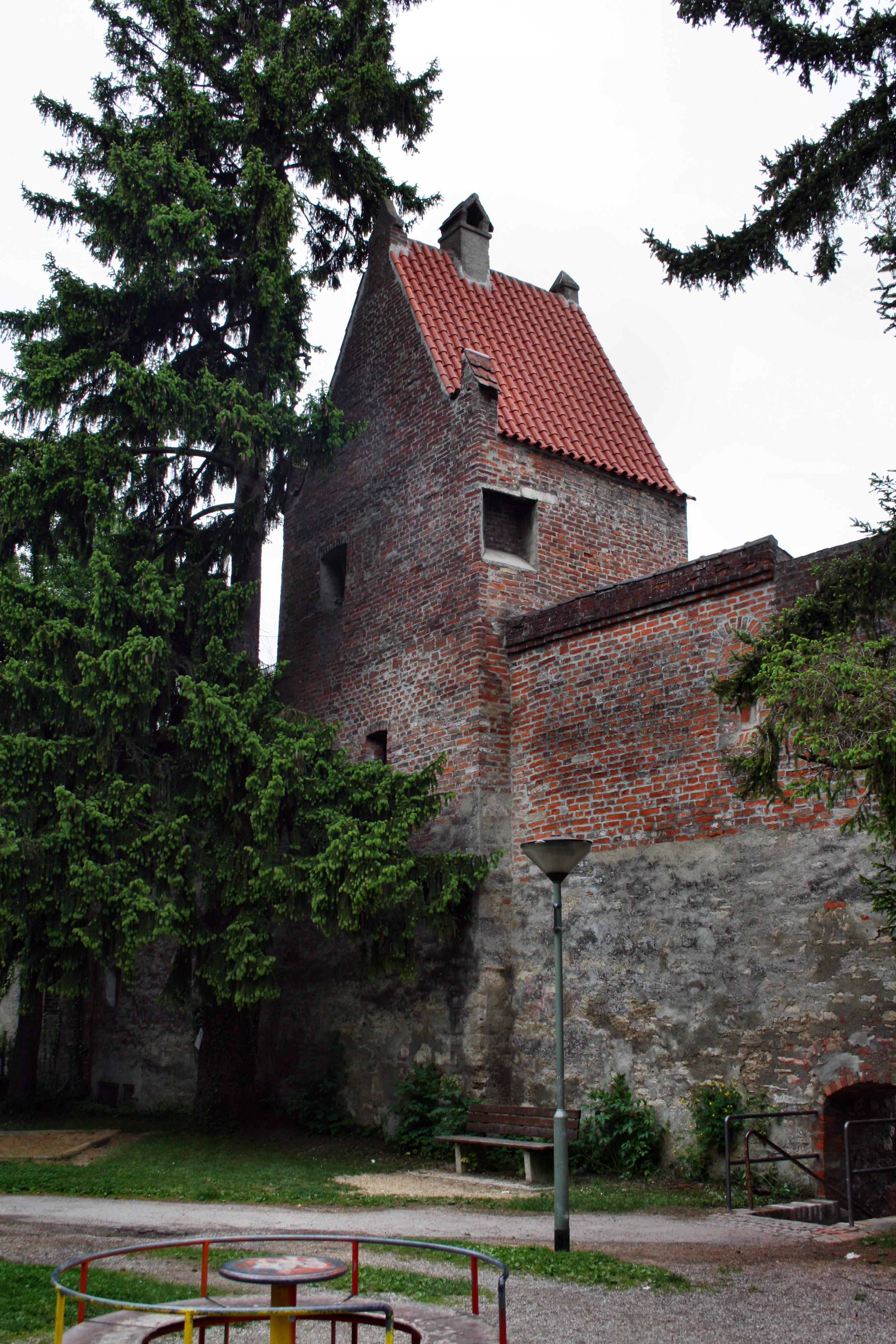
Der Soldatenturm

Der Soldatenturm ist ein ehemaliger Verteidigungsturm der oberschwäbischen Stadt Memmingen.

## Lage
Der Turm steht an der Ostseite der Altstadt zwischen dem Kempter Tor und Lindauer Tor.

## Aussehen
Der rechteckige Turm besteht im Unterbau aus Tuffstein und im Oberbau aus Backsteinen und besitzt ein Satteldach. Durch ihn führt der Wehrgang an der Hohen Wacht.

## Geschichte
Der Soldatenturm stammt aus der zweiten Stadterweiterung im 14. Jahrhundert. Er ist einer von früher insgesamt fünf gleichen Türmen zwischen der Hohen Wacht und dem Lindauer Tor. Zwei brachen bei der Stadtbelagerung von 1647 zusammen, zwei weitere wurden im 19. Jahrhundert abgebrochen. Der Name leitete sich vermutlich von der davor liegenden Roten Kaserne ab.